# Amrita Arora
Amrita Arora Ladak (Mumbai, 31 gennaio 1981) è un'attrice indiana.
È la sorella di Malaika Arora, anch'essa attrice. Il cognato è Arbaaz Khan, fratello di Salman Khan. Ha avuto varie storie d'amore, tra cui quella con Ashmit Patel.
Il suo film d'esordio non è stato un successo, ma in seguito ha saputo attirare le attenzioni di Bollywood su di lei, grazie a pellicole come Awara Paagal Deewana e Girlfriend.

## Filmografia
- Kitne Door Kitne Paas (2002) ... Karishma
- Awara Paagal Deewana (2002) ... Mona
- Ek Aur Ek Gyarah (2003) ... Priti
- Zameen (2003) ... Comparsa speciale nella canzone Pyar Tera Delli Ki Sardi
- Shart: The Challenge (2004) ... Sarayu
- Girlfriend (2004) ... Sapna
- Mujhse Shaadi Karogi (2004) ... Romi (Comparsa speciale)
- Rakht: What If You Can See the Future (2004) ... Natasha
- Fight Club - Members Only (2006) ... Sonali Malhotra
- Red: The Dark Side (2007) ... Ria Malhotra
- Heyy Babyy (2007) ... Comparsa speciale nella canzone Heyy Babyy
- Speed (2007)
- Om Shanti Om (2007) ... Comparsa speciale nella canzone Deewangi Deewangi
- Kambakkht Ishq (2009) ... Kamini Sandhu / Kamini L. Doshi